# Гуам
Террито́рия Гуа́м (англ. Territory of Guam, чамор. Guåhan) — остров в архипелаге Марианские острова в западной части Тихого океана, имеющий статус неинкорпорированной организованной территории США (то есть не входящий в состав США, но являющийся их владением). Гуам является самой западной территорией, принадлежащей США, наряду с остальными Марианскими островами. Как политическое образование Гуам делит архипелаг с Содружеством Северных Марианских Островов.
Столица Гуама — город Хагатна, а самый густонаселённый город — Дедедо. Гуам является членом Тихоокеанского сообщества с 1983 года. Жителей Гуама называют гуамцами, и они являются американскими гражданами по рождению. Коренные гуамцы — представители народности чаморро, которые связаны с другими австронезийскими уроженцами Восточной Индонезии, Филиппин и Тайваня. Чаморро заселили остров примерно 4000 лет назад.
По данным на 2016 год, на Гуаме проживали 162 742 человека. Гуам имеет площадь 544 км², соответственно плотность населения составляет 299 человек на км². В Океании это самый большой и самый южный из Марианских островов и самый большой остров в Микронезии. Самая высокая точка — гора Ламлам высотой 406 м над уровнем моря. С 1960-х годов основными доходными статьями островного бюджета являются туризм и субсидии со стороны вооружённых сил США.
6 марта 1521 года португальский исследователь Фернан Магеллан, находившийся на службе у Испании, стал первым европейцем, посетившим остров. Гуам был колонизирован Испанией в 1668 году; среди поселенцев был католический миссионер-иезуит Диего Луис де Сан-Виторес. В XVI—XVIII столетиях Гуам был важным перевалочным пунктом для испанских галеонов, направлявшихся в Манилу. 21 июня 1898 года во время испано-американской войны Соединённые Штаты захватили Гуам. 10 декабря того же года Испания уступила Гуам Соединённым Штатам согласно Парижскому договору.
До Второй мировой войны в Тихом океане насчитывалось пять американских территориальных образований: Гуам и атолл Уэйк в Микронезии, Американское Самоа и Гавайи в Полинезии и Филиппины.
8 декабря 1941 года, спустя несколько часов после нападения на Перл-Харбор, Гуам был захвачен японцами, которые занимали остров в течение двух с половиной лет. Во время оккупации японские военные принуждали гуамцев к рабскому труду, подвергали изнасилованиям, пыткам и казням через обезглавливание. Американские войска вернули контроль над островом 21 июля 1944 года.
Неофициальный девиз Гуама — «Там, где начинается день Америки», что является отсылкой к близости острова к линии перемены даты.

## Физико-географическая характеристика
Остров Гуам вытянут с севера на юг на 50 км, ширина в самой узкой средней части — 12 км. Северная оконечность острова — мыс Ритидиан (англ. Ritidian Point).
Площадь Гуама составляет 544 км², что делает его 32-м по площади островом США, а длина береговой линии — 125,5 км.
Гуам — самый южный и самый большой остров в Марианских островах, а также самый большой в Микронезии. Он протянулся вдоль Марианской впадины в 340 км к северо-востоку от глубочайшей точки мирового океана — «Бездны Челленджера» глубиной 10 911 м.
Остров имеет вулканическое происхождение и окружён коралловыми рифами. Рельеф северной части Гуама резко отличается от южной. Северная часть — это известняковое плато, сложенное кораллами. Плато является основным источником питьевой воды на Гуаме. На северо-западе и севере плато круто обрывается к берегу. Южная часть острова — вулканического происхождения и имеет холмистый рельеф. Холмы сложены лавами, а также кварцитами и глинистыми сланцами. Есть выходы гранитов и песчаников. Высшая точка острова — гора Ламлам (406 м).
Крупных рек нет, крупнейшие бассейны имеют реки Талофофо, Илиг, Паго, Хагатна и Апра.
Марианская цепь, частью которой является Гуам, образовалась в результате столкновения тектонических плит Тихого океана и Филиппинского моря. Гуам — ближайший земной массив к Марианской впадине, глубокой зоне субдукции, которая проходит к востоку от Марианских островов. Из-за своего расположения около зоны субдукции на Гуаме иногда случаются землетрясения. В прошлом большинство эпицентров возле Гуама имели величины в пределах от 5,0 до 8,7. В отличие от острова Анатахан на Северных Марианских островах, Гуам не является вулканически активным, хотя вог (вулканический смог) от Анатахана доходит до него.

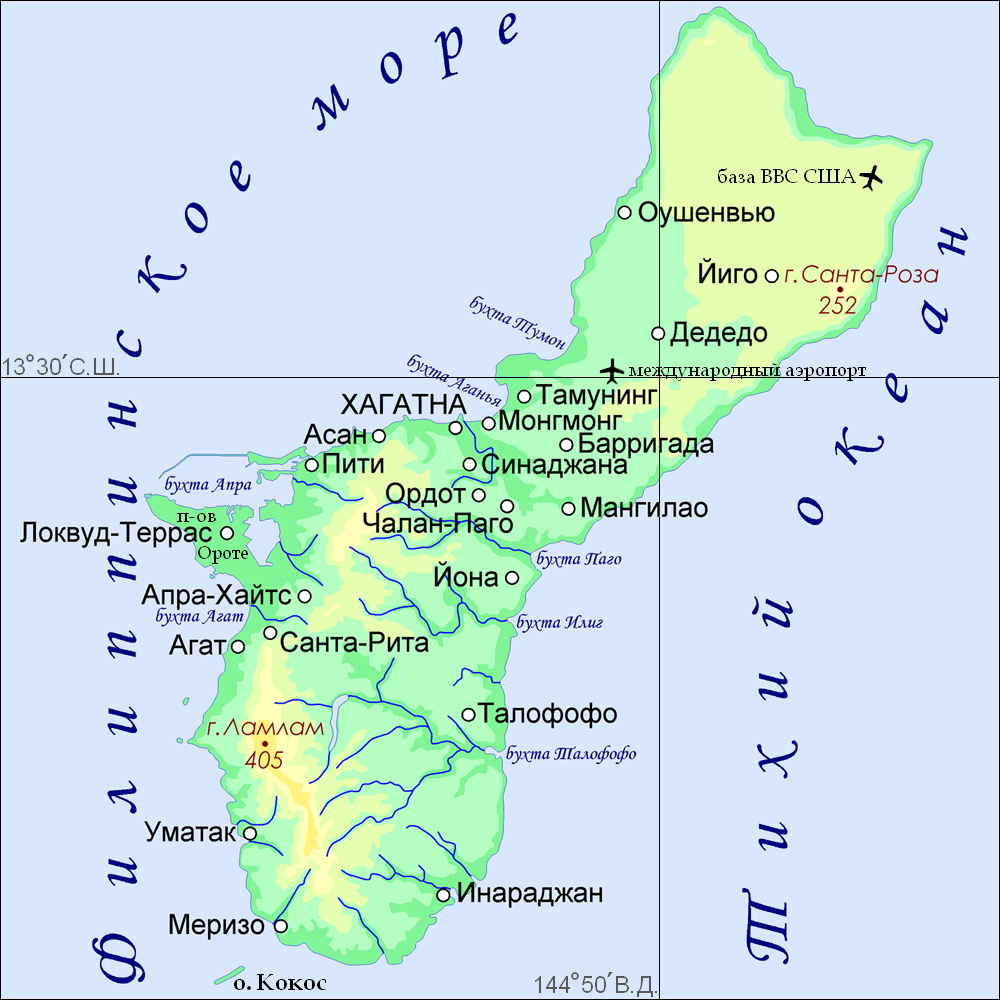
Физическая карта Гуама
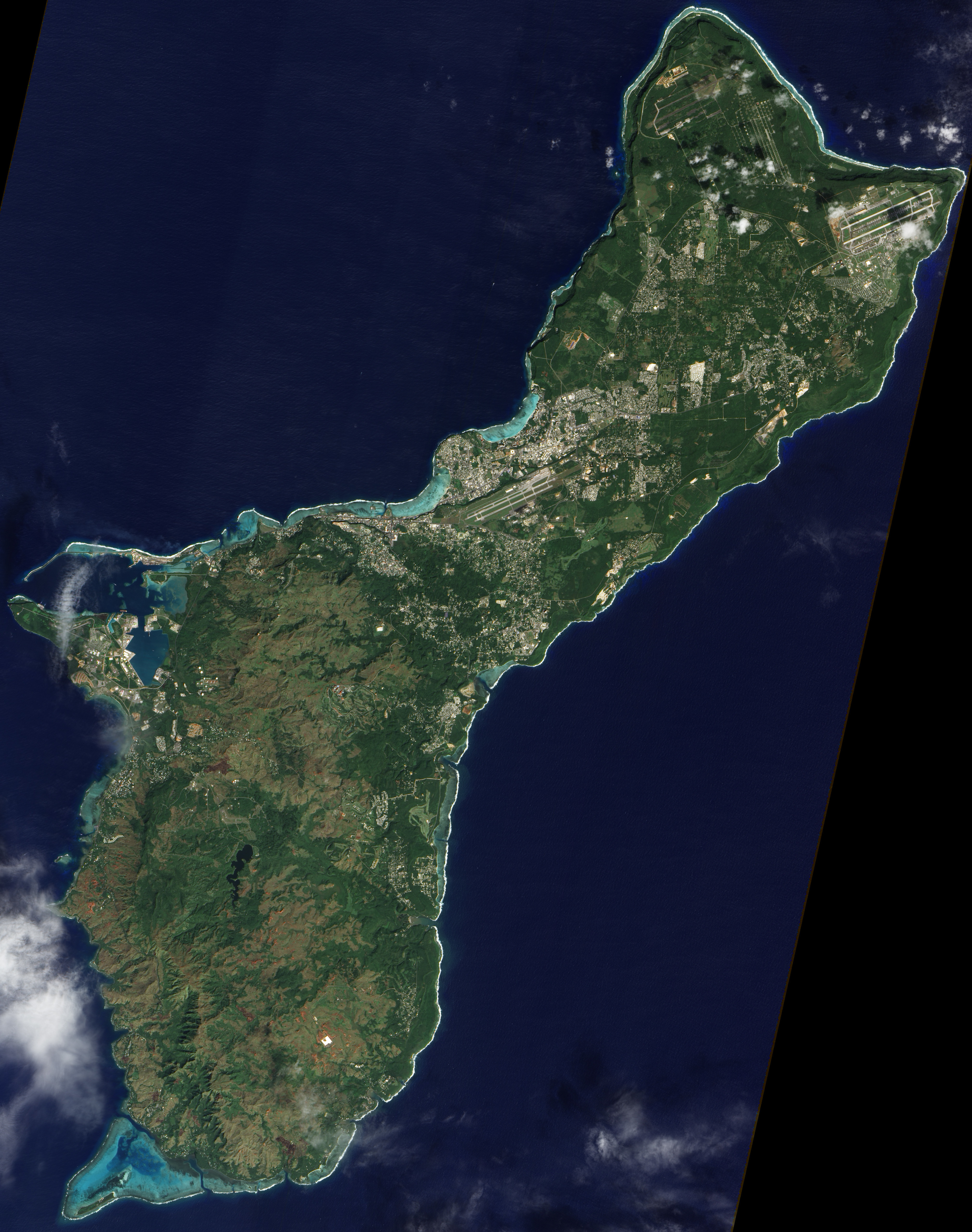
Космический снимок

### Климат
По классификации Кёппена климат на Гуаме является влажным тропическим, хотя март как самый сухой месяц также подпадает под классификацию тропического муссонного климата, смягчающегося сезонными пассатами с северо-востока.
Среднесуточная температура воздуха на Гуаме одинакова на протяжении года и держится около значений 26—27 °С. Сухой сезон длится с января по май, а сезон дождей — с июля по ноябрь, когда устанавливается юго-западный муссон. Среднегодовое количество осадков в период с 1981 по 2010 год составляло около 2490 мм.
Самым влажным месяцем в истории наблюдений стал август 1997 года, когда выпало 977,6 мм осадков; самым сухим месяцем — февраль 2015 года с 3,8 мм осадков. Самым же влажным календарным годом стал 1976 год с 3345,2 мм осадков, а самым сухим — 1998 год с 1470,2 мм осадков. Самым дождливым днём в истории наблюдений стало 15 октября 1953 года, когда выпало 393,2 мм осадков.
Средняя высокая температура — 30 °C, а средняя низкая — 24,4 °C. В целом температура редко превышает 32,2 °C или падает ниже 21,1 °C. Относительная влажность обычно превышает 84 % ночью в течение года, однако средняя месячная влажность колеблется около 66 %. Самая высокая температура была зарегистрирована на Гуаме дважды: 18 апреля 1971 года и 1 апреля 1990 года — и составила 35,6 °C; самая низкая — 18,3 °C 8 февраля 1973 года.
| Показатель | Янв. | Фев. | Март | Апр. | Май  | Июнь | Июль | Авг. | Сен. | Окт. | Нояб. | Дек. | Год  |
| --- | ---- | ---- | ---- | ---- | ---- | ---- | ---- | ---- | ---- | ---- | ----- | ---- | ---- |
| Абсолютный максимум, °C                                                                                             | 34   | 34   | 34   | 36   | 34   | 35   | 35   | 34   | 34   | 34   | 33    | 33   | 36   |
| Средний суточный максимум, °C                                                                                       | 29,4 | 29,4 | 29,9 | 30,7 | 31,1 | 31,1 | 30,6 | 30,3 | 30,4 | 30,4 | 30,3  | 29,8 | 30,3 |
| Средняя температура, °C                                                                                             | 26,8 | 26,6 | 27,1 | 27,7 | 28,1 | 28,1 | 27,7 | 27,4 | 27,4 | 27,6 | 27,7  | 27,3 | 27,4 |
| Средний суточный минимум, °C                                                                                        | 24,2 | 23,9 | 24,2 | 24,7 | 25,1 | 25,2 | 24,8 | 24,6 | 24,6 | 24,7 | 25,1  | 24,9 | 24,7 |
| Абсолютный минимум, °C                                                                                              | 19   | 18   | 19   | 20   | 21   | 21   | 21   | 21   | 21   | 19   | 20    | 20   | 18   |
| Норма осадков, мм                                                                                                   | 126  | 115  | 70   | 91   | 109  | 180  | 308  | 436  | 360  | 300  | 233   | 152  | 2480 |
| Температура воды, °C                                                                                                | 27,7 | 27,9 | 27,5 | 29,0 | 29,2 | 28,9 | 29,3 | 28,9 | 29,1 | 29,3 | 28,9  | 28,9 | 29   |
| Источник: Water Temperature - Guam, United States, National Weather Service Climate, Climatological Normals of Guam |      |      |      |      |      |      |      |      |      |      |       |      |      |

Гуам лежит на пути тайфунов, и для острова характерны угрозы тропических штормов и тайфунов во время сезона дождей. Самый высокий риск тайфунов наблюдается с августа по ноябрь, где тайфуны и тропические штормы наиболее вероятны в западной части Тихого океана. Самым интенсивным тайфуном, прошедшим над Гуамом за последнее время, стал тайфун Понгсона. Скорость ветра в нём составляла 232 км/ч с порывами до 278 км/ч. Тайфун ударил по острову 8 декабря 2002 года, нанеся массовые разрушения.
После разрушений, нанесённых в 1976 году тайфуном Памела, множество деревянных строений было заменено на бетонные. Так, в течение 1980-х годов деревянные столбы стали заменять стойкими к тайфунам бетонными и стальными. После того, как местное правительство ввело более строгие строительные нормы, многие владельцы домов и предприятий начали строить свои конструкции с применением железобетона и устанавливать противоураганные ставни.

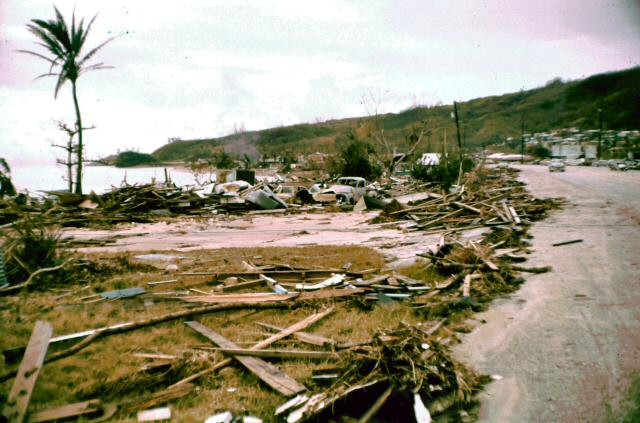
Последствия тайфуна Карен[англ.], ноябрь 1962 года
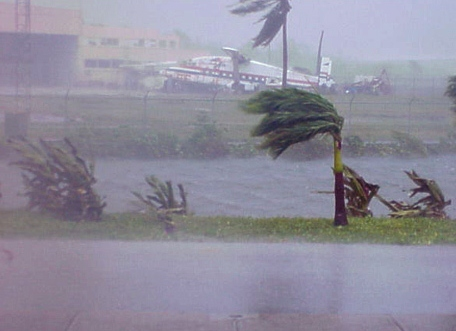
Тайфун Чатаан[англ.] в июле 2002 года
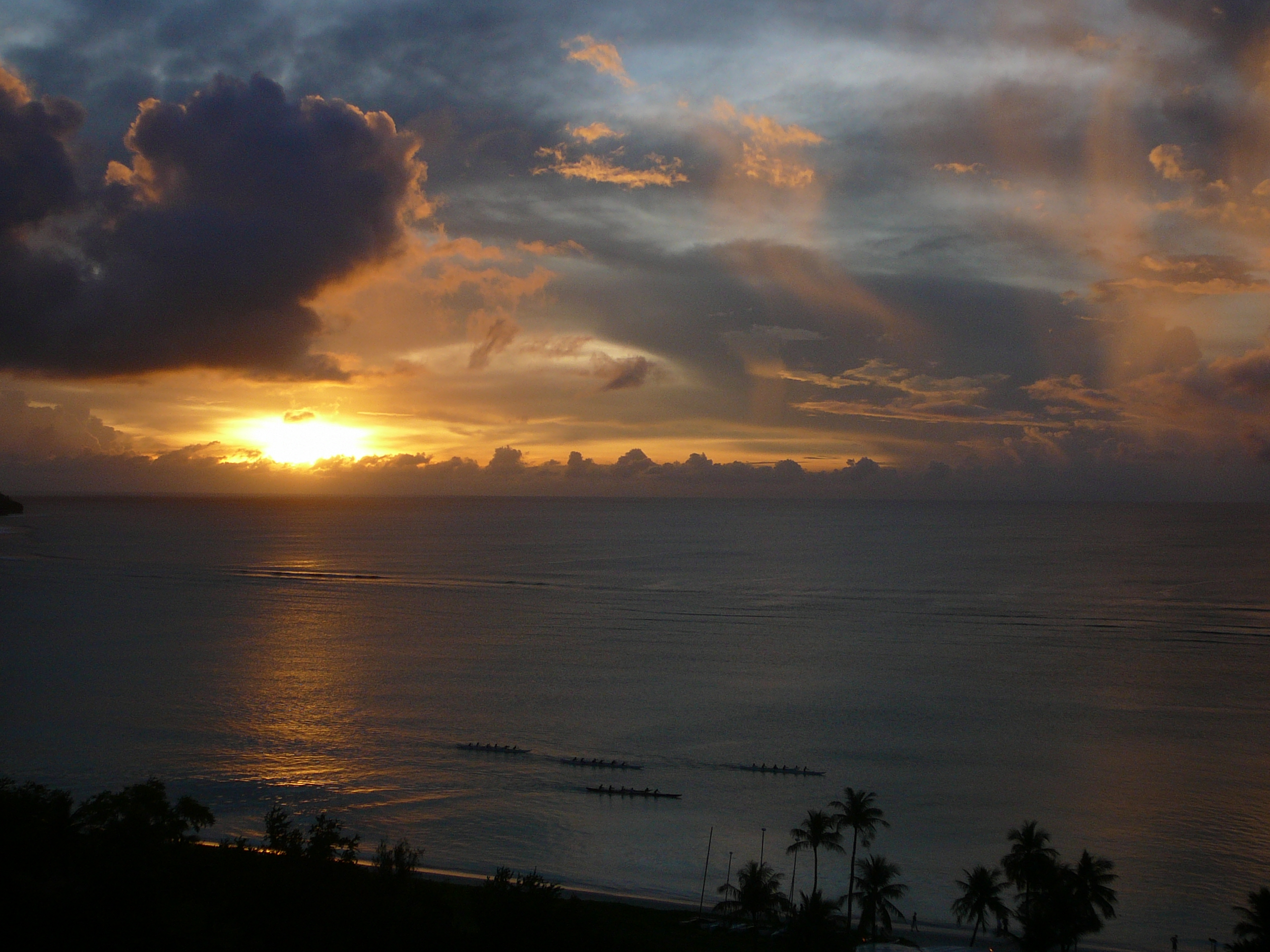
Закат на Гуаме

### Почвы
Почвы острова — плодородные ферраллитные, местами маломощные. Северная часть Гуама покрыта саванновой растительностью. Влажные тропические леса встречаются только в долинах рек и на склонах холмов южной части острова. Вдоль побережья — рощи кокосовых пальм.

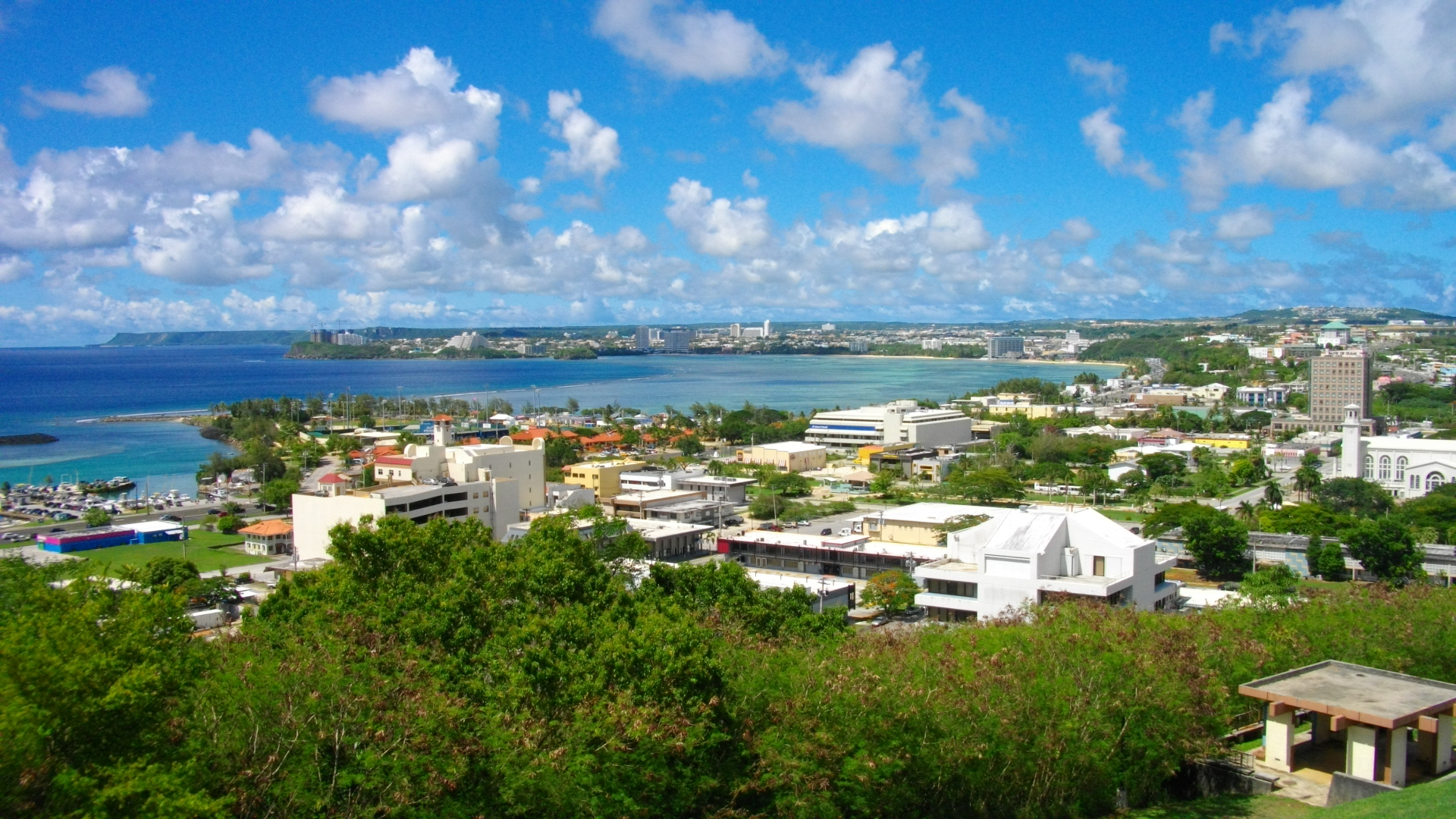
Столица Хагатна
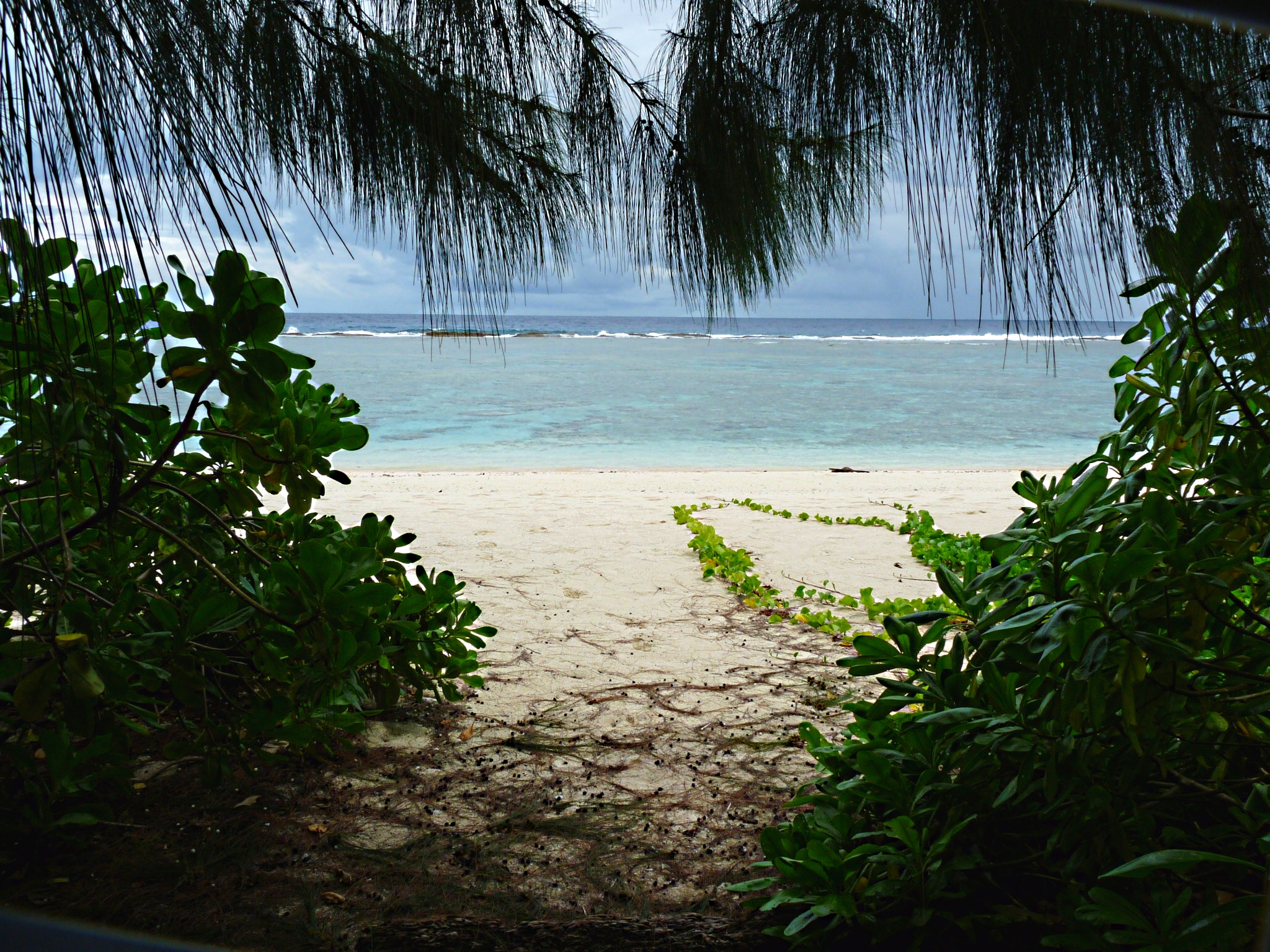
Пляж Ритидиан

### Фауна
Животный мир Гуама беден. Водятся грызуны (крысы, мыши), летучие мыши. В лесах встречаются олени, завезённые испанцами с Филиппин. В северной и южной частях острова можно встретить диких кабанов. До середины 1940-х годов на острове водилось множество видов птиц, большинство из которых впоследствии были истреблены случайно завезённой в конце Второй мировой войны змеёй — коричневой бойгой. Хотя змея лишь слегка ядовита и практически не опасна для людей, она, тем не менее, стала настоящим бедствием для местной фауны. Стремительно размножившиеся змеи привели не только к исчезновению некоторых видов птиц, но и вызывают замыкания проводов высокого напряжения. Плотность змей, которых прежде на Гуаме не было, достигла 2000 на квадратный километр, что является одним из самых высоких показателей в мире. По сообщению агентства Reuters в 2013 году, для предотвращения распространения змей было принято решение сбрасывать на территорию острова отравленных мышей.

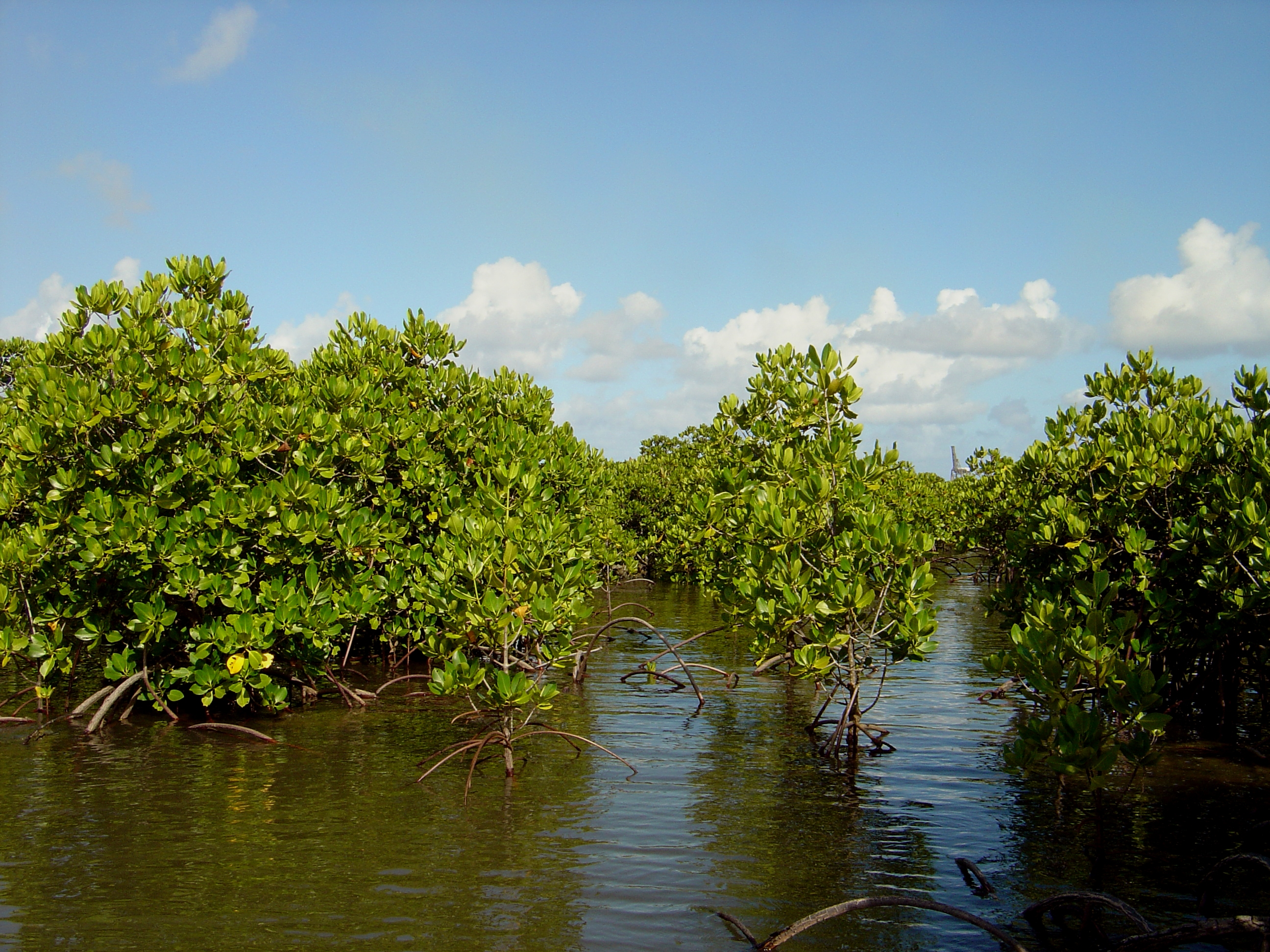
Мангровые заросли у побережья
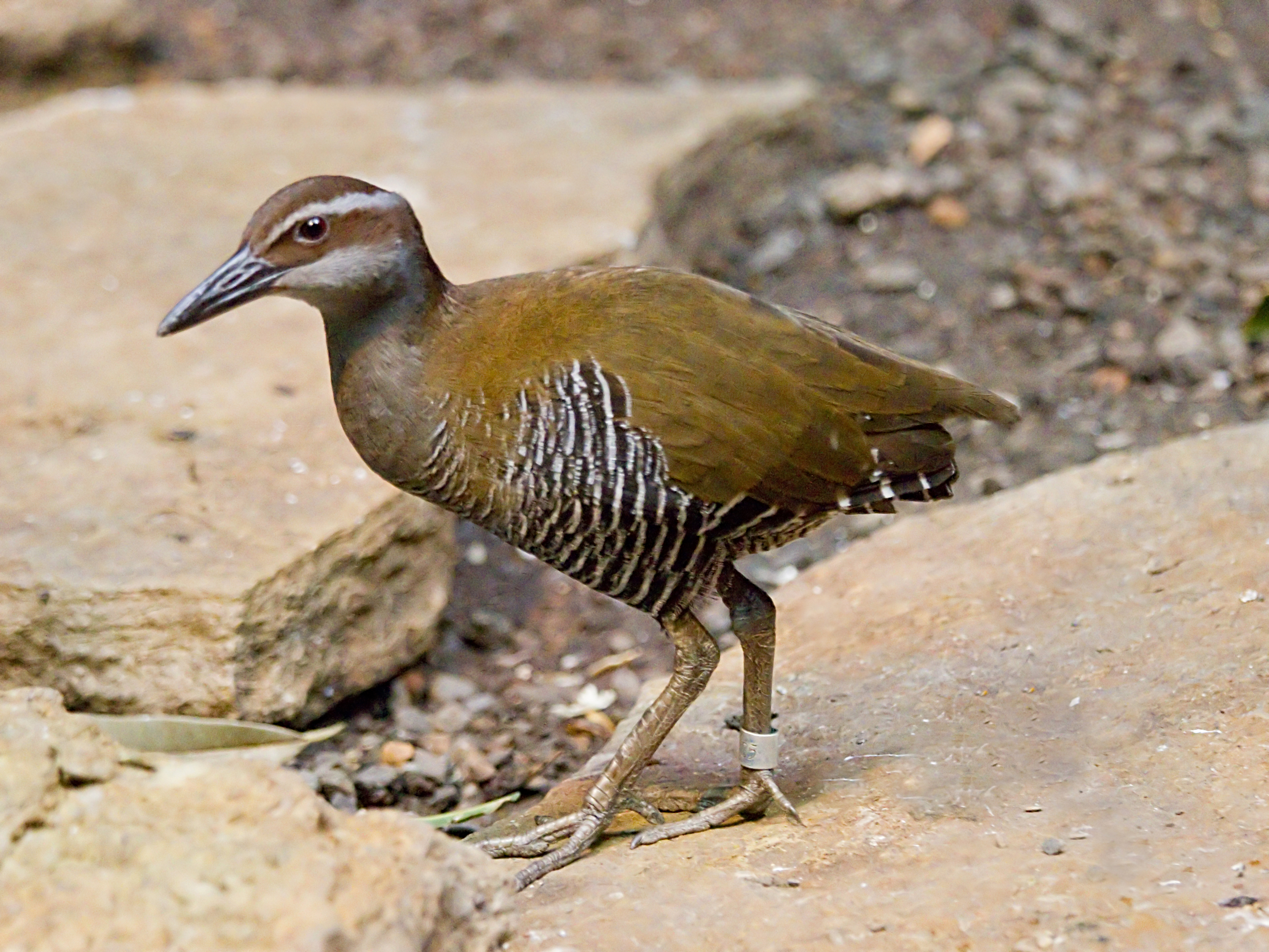
Островной эндемик — гуамский пастушок (зоопарк Цинциннати)
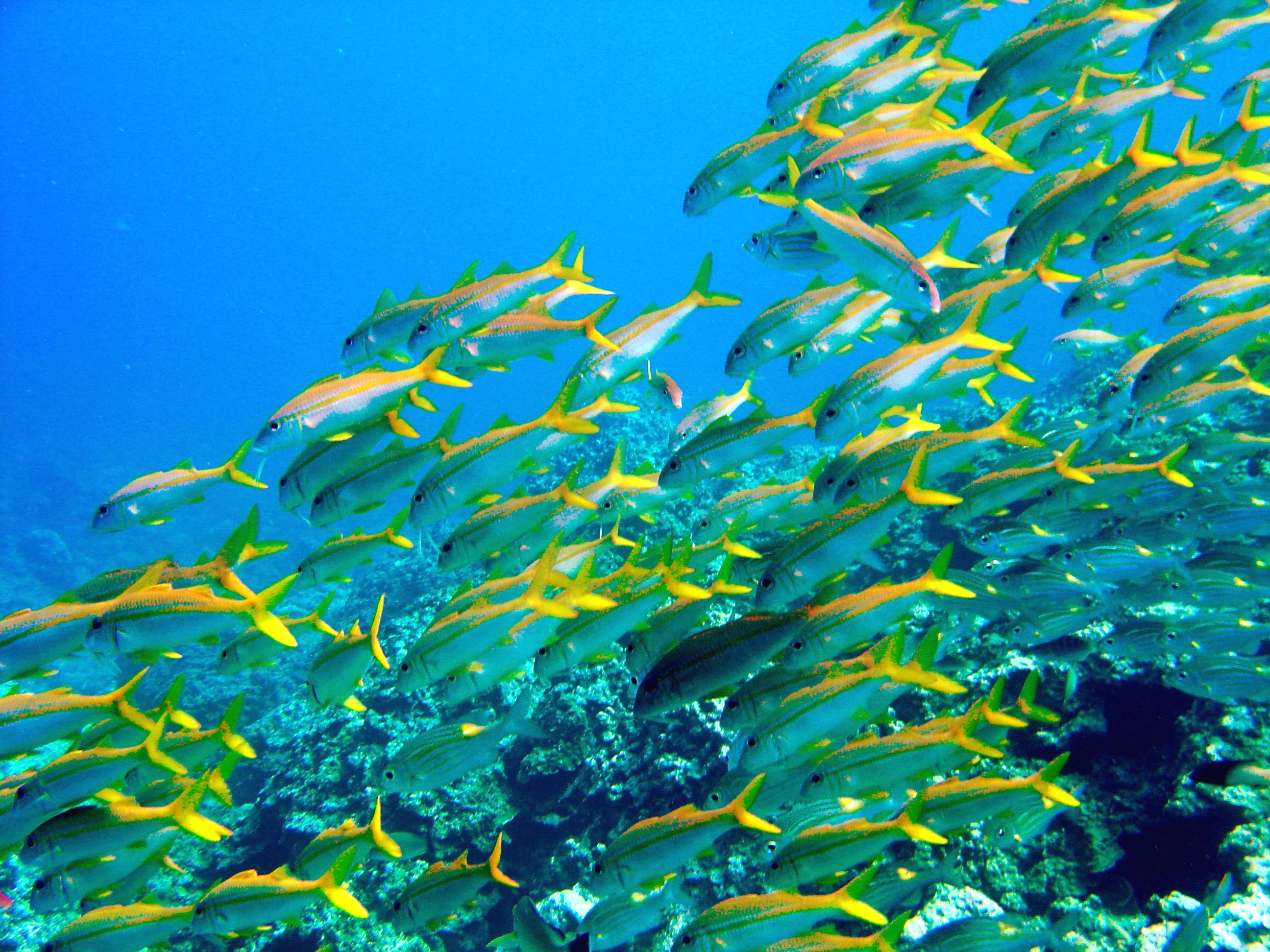
Желтопёрая мелкозубая барабуля в водах Гуама

## История
Гуам был заселён одним из австронезийских народов, чаморро, около 3,5 тысяч лет назад.
У образцов людей RBC1 и RBC2 из пещеры Ритидиан-Бич (Ritidian Beach Cave) на севере Гуама, датируемых возрастом 2180±30 лет назад, выявили митохондриальную гаплогруппу E2a, у образца RBC1 определена Y-хромосомная гаплогруппа O2a2-P201.
В древнем обществе чаморро было четыре класса: чаморри (англ. chamorri, вожди), матуа (англ. matua, высший класс), ахаот (англ. achaot, средний класс) и мана’чан (англ. mana'chang, низший класс):20-21. Матуа проживали в прибрежных деревнях, обладая лучшим доступом к рыбацким угодьям, тогда как мана’чаны проживали в центральной части острова. Матуа и мана’чан редко общались друг с другом, и матуа часто прибегали к ахаотам в качестве посредников в общении. У чаморро также были макахна (англ. makåhna) или какахна (англ. kakahna), шаманы с магическими способностями и сурухану (англ. suruhånu) или сурухана (англ. suruhåna), целители, которые использовали различные виды растений и натуральные материалы для изготовления лекарств. Вера в духов древних чаморро, называемых «таотао-моа» (англ. taotao mo'na), до сих пор сохраняется как остаток доевропейской культуры. Считается, что сурухану являются единственными, кто может безопасно собирать растения и другие природные материалы в своих домах, не подвергаясь гневу «таотао-моа». Общество чаморро было организовано по матрилинейным кланам:21.
Латте — это каменные столбы, которые можно найти только на Марианских островах; они являлись наивысшим достижением доевропейской культуры чаморро. Латте использовались в качестве фундамента, на котором были построены соломенные хижины:26. Камни состоят из основания, сформированного из известняка, называемого халиги (англ. haligi), и с замковым камнем сверху, называемым таса (англ. tåsa), сделанным из большого мозга кораллов или известняка:27-28. Возможный источник этих камней, каменный карьер Рота-Латте, был обнаружен на острове Рота в 1925 году:28.

### Экспедиция Магеллана
Первым европейцем, причалившим на Гуаме, стал португальский штурман Фернан Магеллан 6 марта 1521 года во время своего кругосветного плавания:41-42. По прибытии его корабль окружили сотни маленьких каноэ с балансирами. Они были прозваны проа, а Гуам получил название «Острова латинских парусов» (исп. Islas de las Velas Latinas). Сотоварищ Магеллана Антонио Пигафетта также писал, что жители «взошли на корабли и украли все, на что могли», в том числе небольшую закреплённую лодку. Из-за этого архипелаг был также охарактеризован первопроходцами как «Разбойничьи острова» (исп. Las Islas de los Ladrones):131.
Гуам был объявлен колонией Испании в 1565 году. С 1600 года остров использовался испанскими галеонами, следовавшими из Мексики на Филиппины, для отдыха команд и пополнения провианта. В результате началось физическое смешение аборигенов-чаморро с испанцами, а также мексиканцами и филиппинцами, входившими в состав команд испанских галеонов.
Фактическая испанская колонизация, сопровождавшаяся христианизацией чаморро, началась с 1668 года, с прибытием на остров католических проповедников. Период с 1670 по 1695 год ознаменовался серией бунтов чаморро, подавленных испанскими солдатами. Численность чаморро, особенно мужчин, сильно сократилась. Это привело к дальнейшему смешению чаморро с испанцами, филиппинцами и мексиканцами. Однако у чаморро сохранился свой язык и некоторые обычаи.

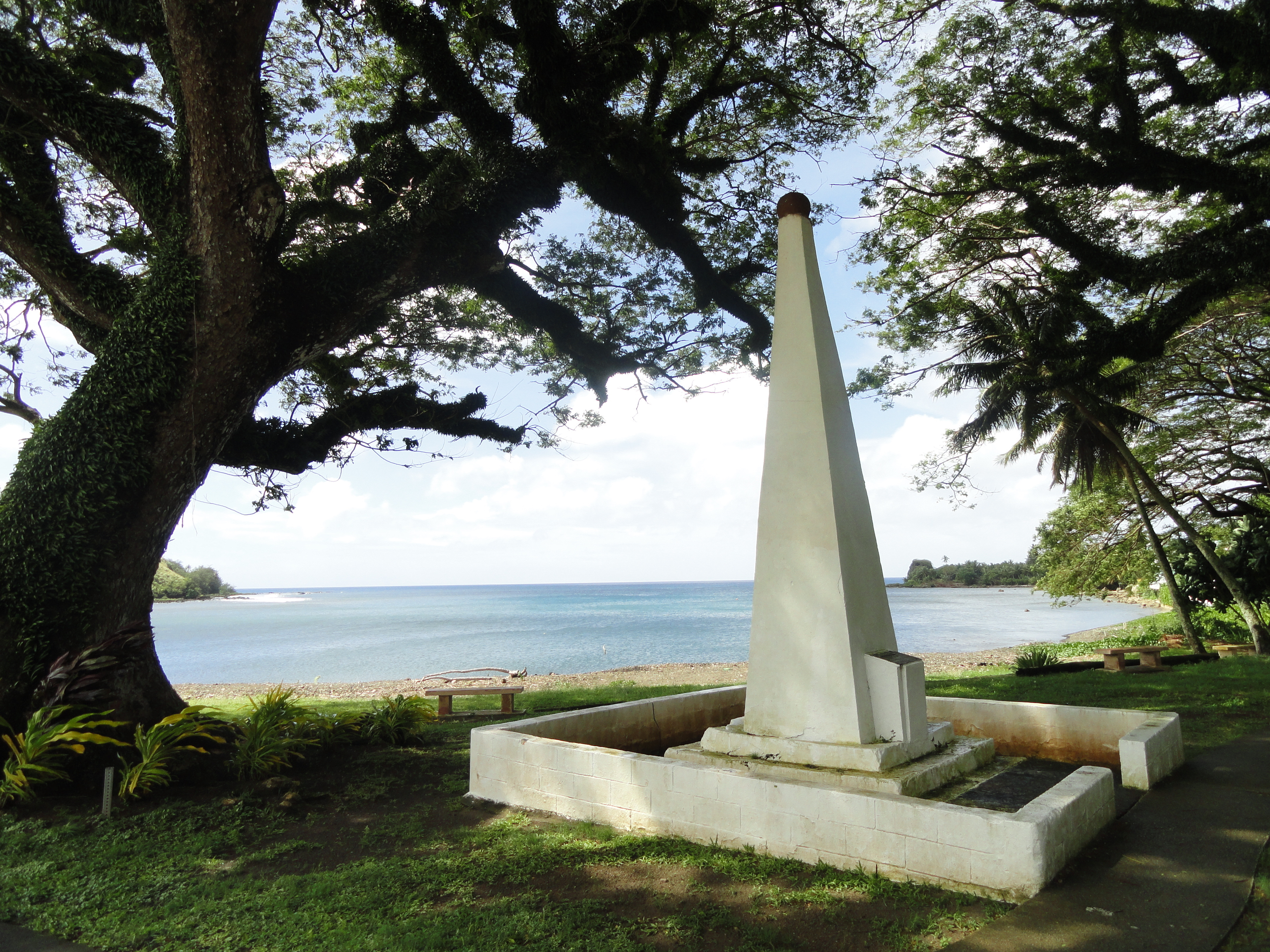
Монумент в честь высадки Магеллана
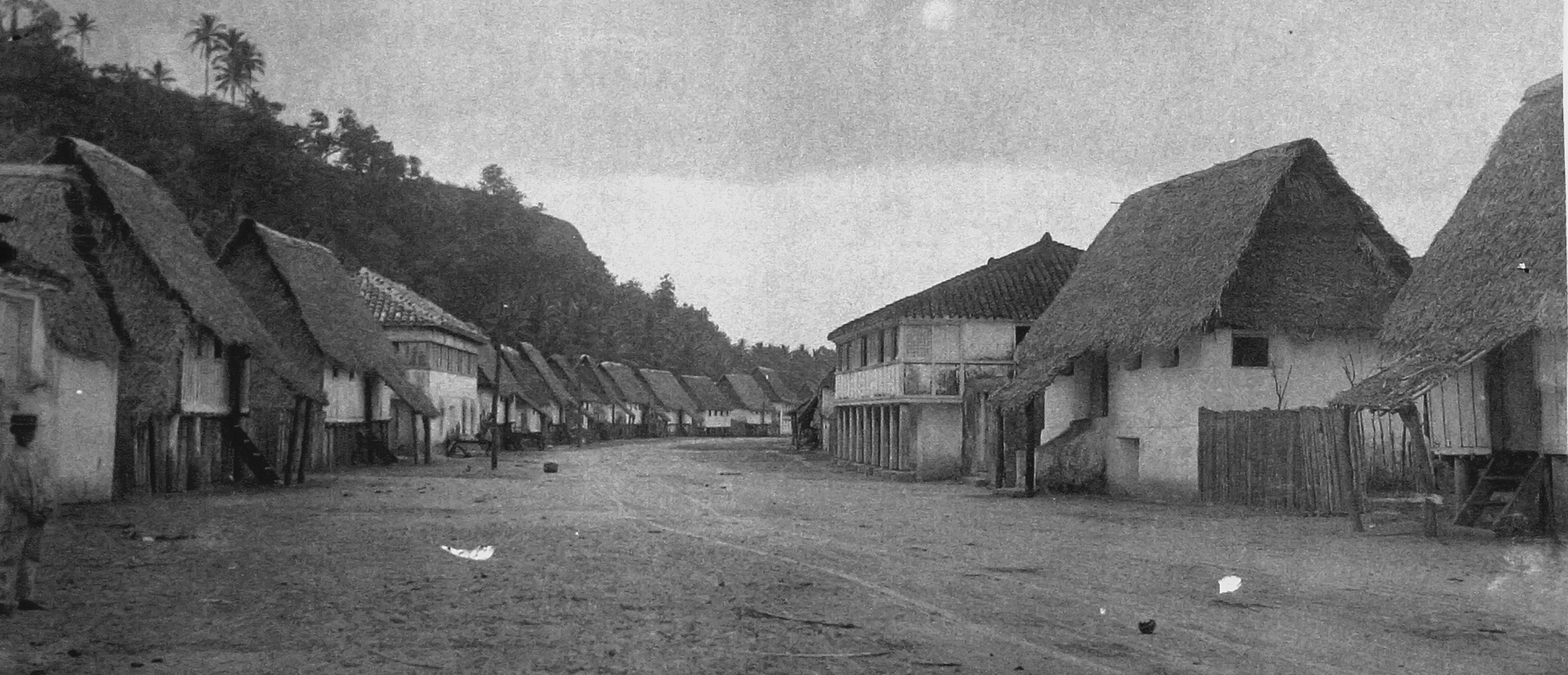
Центральная улица Хагатны в конце XIX века

США завоевали остров в ходе испано-американской войны в 1898 году и получили его по подписанному в том же году парижскому мирному соглашению. После этого Гуам служил уже перевалочной базой для американских судов, отправлявшихся из Филиппин или на Филиппины.
В ходе Второй мировой войны Гуам подвергся японской бомбардировке 8 декабря 1941 года через три часа после атаки на Перл-Харбор. Остров сдался японским силам 10 декабря.
Японская оккупация Гуама продлилась два с половиной года. В разгар войны на острове были расквартированы примерно 19 000 японских солдат и матросов.
21 июля 1944 года американцы высадились на Гуаме. Битва за остров длилась 20 дней, и почти все японцы на острове погибли.
После капитуляции Японии на острове 28 лет жил японский капрал Сёити Ёкои.

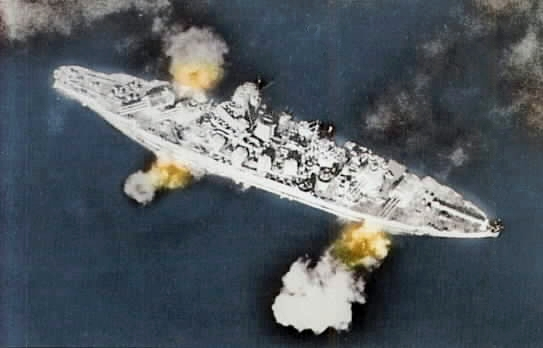
Линкор USS Pennsylvania (BB-38) бомбардирует Гуам в день высадки американских войск
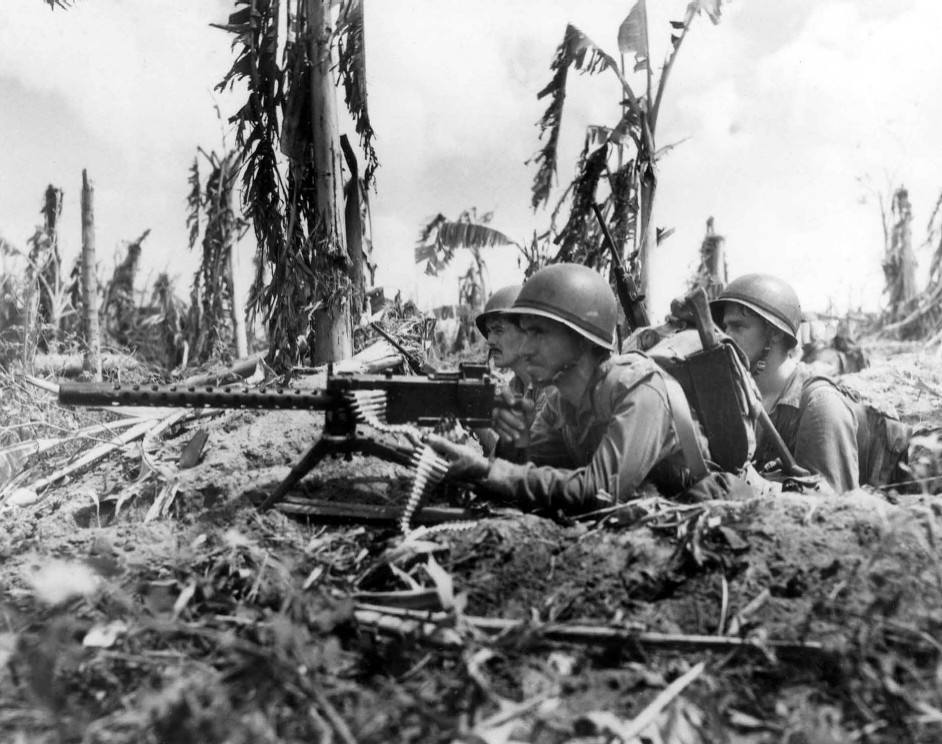
Морские пехотинцы во время битвы за остров, 28 июля 1944 года
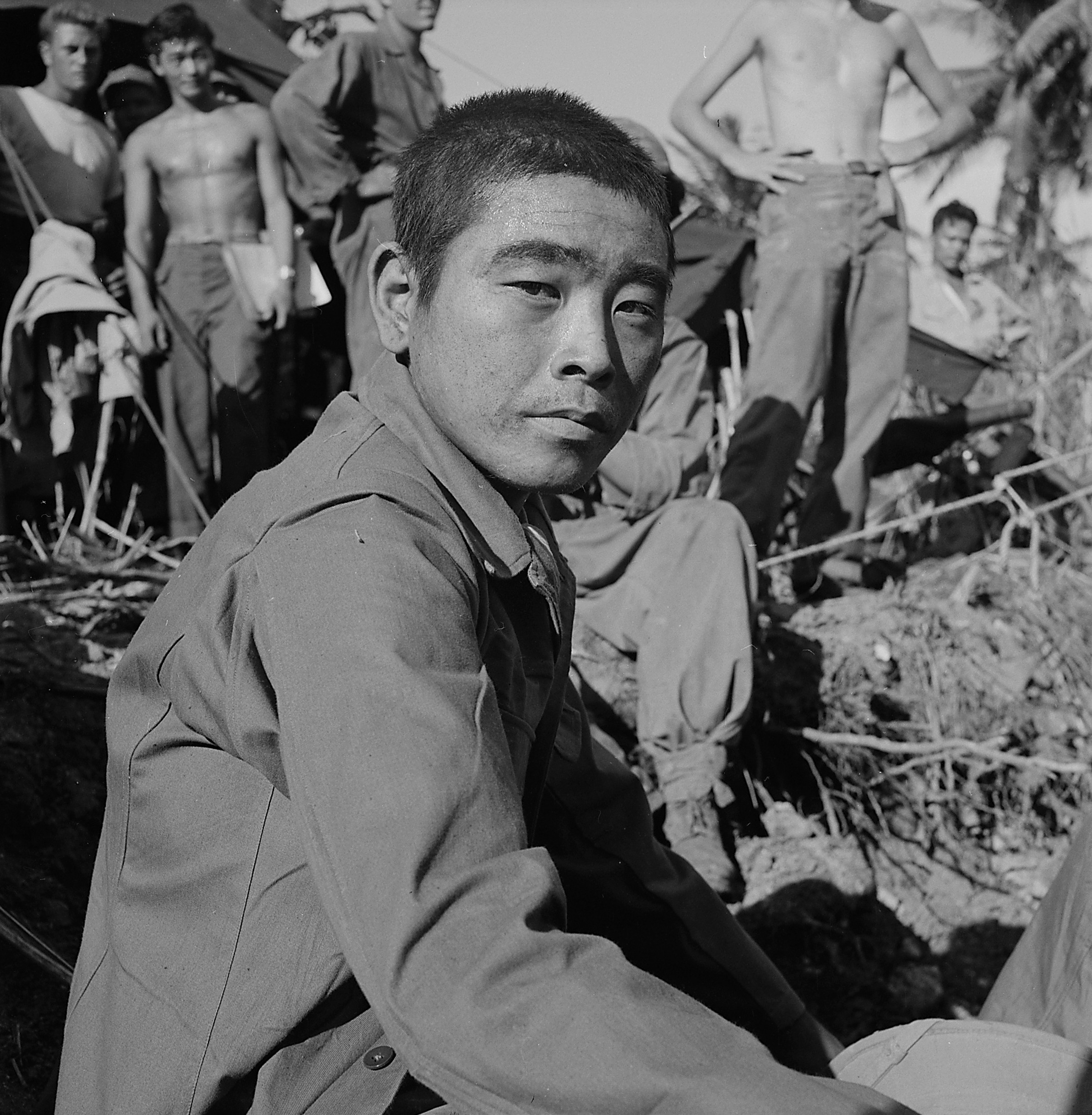
Японский военнопленный в ожидании допроса

## Политическое устройство
Гуам имеет официальный статус «организованной неприсоединенной территории США». Управляется на основании Органического закона острова Гуам, принятого конгрессом США в 1950 году. Этот закон предоставил острову право на местное самоуправление и объявил его жителей гражданами (nationals) США.
Исполнительная власть осуществляется губернатором (избирается населением Гуама на 4-летний срок), который назначает местное правительство.
Гуам имеет одного делегата в палате представителей США, но он не обладает правом голоса.
Законодательный орган — Легислатура, состоящая из 15 сенаторов (избираются населением на 2-летний срок).
В Гуаме существует движение за полную независимость от США, но большинство жителей Гуама предпочитают сохранить нынешний статус в модифицированном виде, получив более широкую автономию.
Гуам — крупнейшая стратегическая военная база США в Тихом океане. Военнослужащие США сосредоточены в основном на авиабазе Андерсен и военно-морской базе Апра-Харбор.

## Административное деление

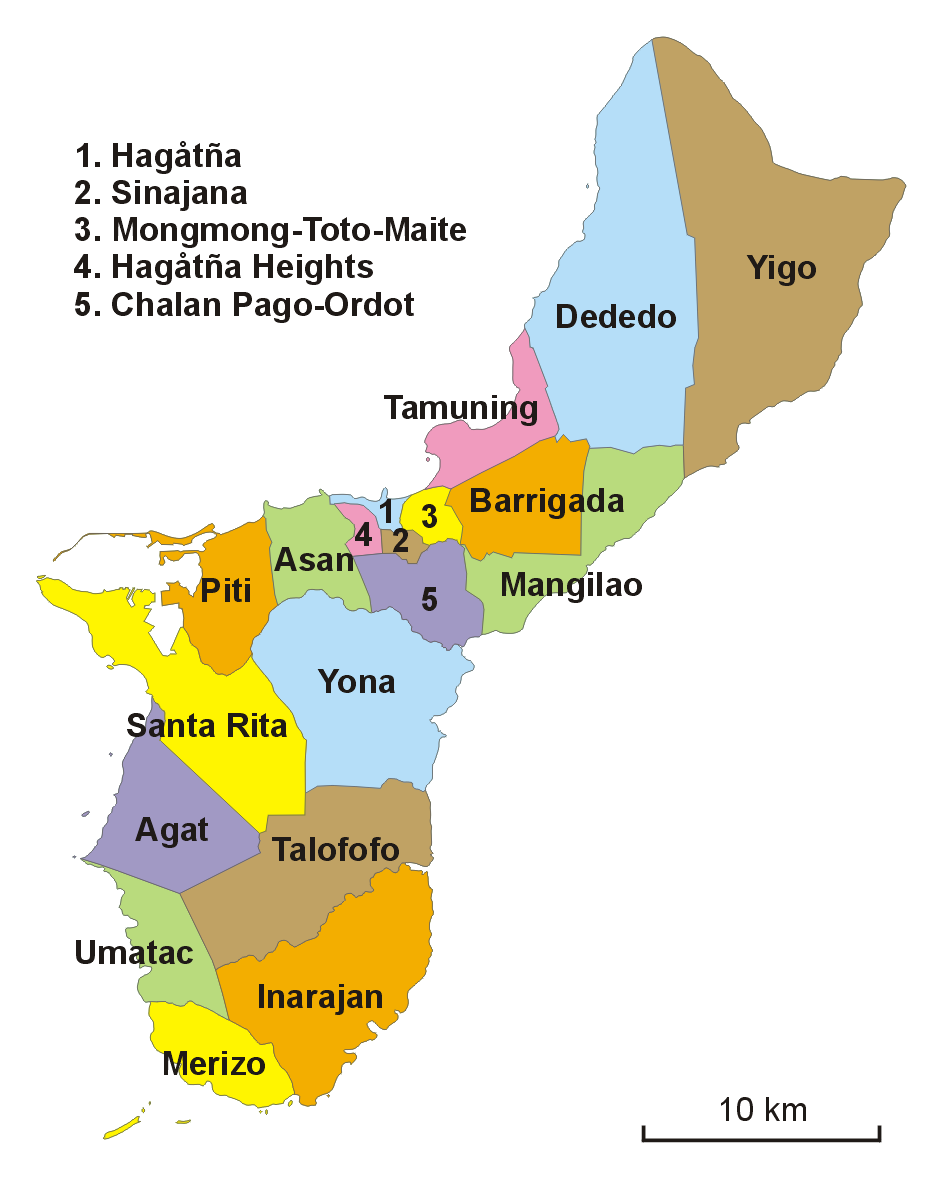
Муниципалитеты Гуама (2006)

Гуам разделен на 19 деревень (муниципалитетов):
| №  | Муниципалитет        | Регион      | Площадь, км² | Население, чел. (2010) | Плотность, чел./км² |
| -- | -------------------- | ----------- | ------------ | ---------------------- | ------------------- |
| 1  | Аганья-Хейтс         | Центральный | 2,68         | 3808                   | 1420,90             |
| 2  | Агат                 | Южный       | 27,19        | 4917                   | 180,84              |
| 3  | Асан                 | Центральный | 14,35        | 2137                   | 148,92              |
| 4  | Барригада            | Центральный | 21,96        | 8875                   | 404,14              |
| 5  | Чалан-Паго-Ордот     | Центральный | 14,73        | 6822                   | 463,14              |
| 6  | Дедедо               | Северный    | 79,16        | 44 943                 | 567,75              |
| 7  | Хагатна              | Центральный | 2,33         | 1051                   | 451,07              |
| 8  | Инараджан            | Южный       | 48,82        | 2273                   | 46,56               |
| 9  | Манджилао            | Центральный | 26,45        | 15 191                 | 574,33              |
| 10 | Меризо               | Южный       | 16,39        | 1850                   | 112,87              |
| 11 | Монгомонг-Тото-Майте | Центральный | 4,79         | 6825                   | 1424,84             |
| 12 | Пити                 | Центральный | 19,26        | 1454                   | 75,49               |
| 13 | Санта-Рита           | Южный       | 41,89        | 6084                   | 145,24              |
| 14 | Синаяна              | Центральный | 2,20         | 2592                   | 1178,18             |
| 15 | Талофофо             | Южный       | 45,81        | 3050                   | 66,58               |
| 16 | Тамунинг             | Северный    | 14,66        | 19 685                 | 1342,77             |
| 17 | Уматак               | Южный       | 16,63        | 782                    | 47,02               |
| 18 | Йиго                 | Северный    | 91,71        | 20 539                 | 223,96              |
| 19 | Дзонья               | Южный       | 52,53        | 6480                   | 123,36              |
|    | Всего                |             | 543,52       | 159 358                | 293,20              |

## Население

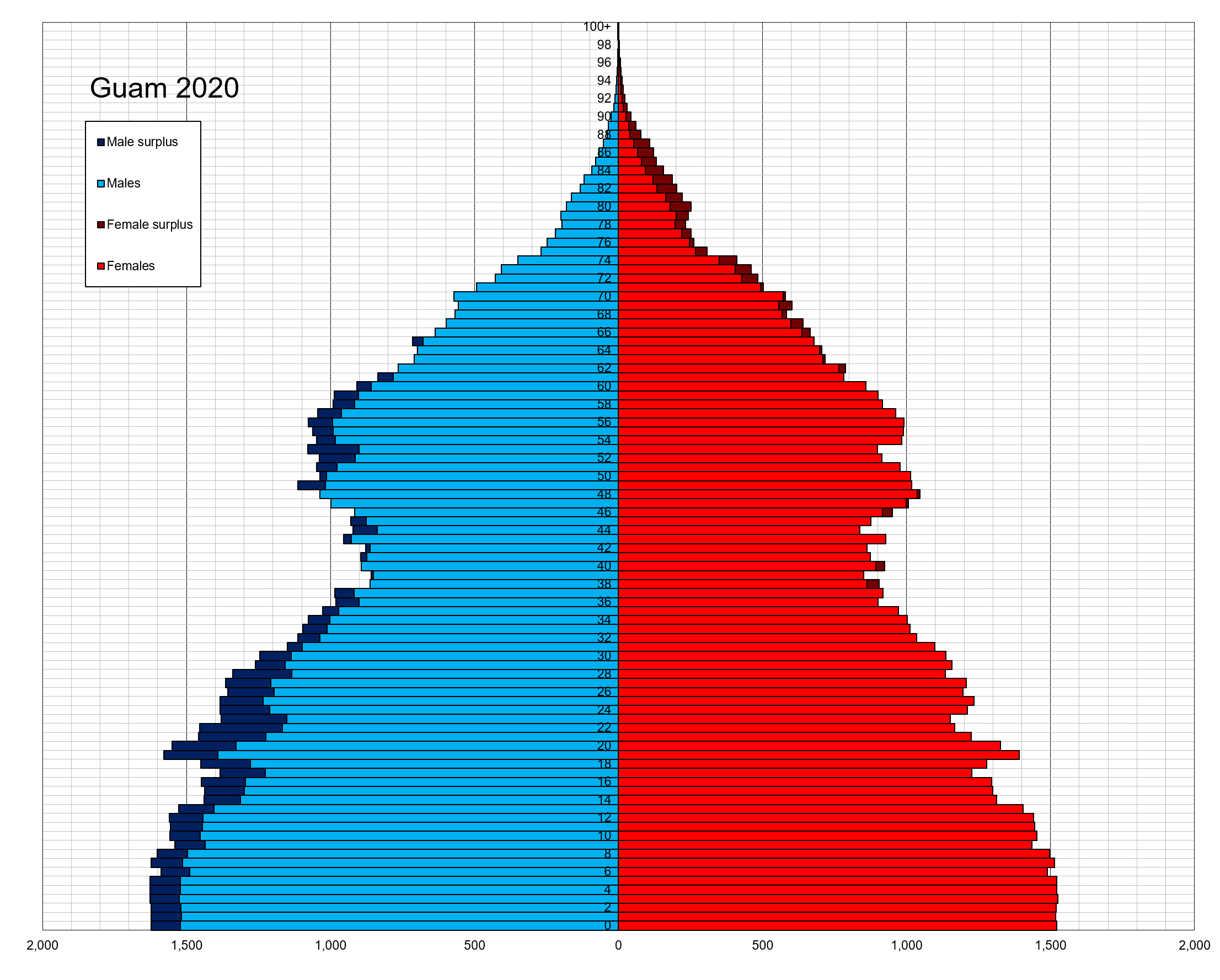
Возрастно-половая пирамида населения Гуама на 2020 год

- Численность населения — 169 532 чел. (оценка на 2024 год)[1];
- Годовой прирост — 1,3 %;
- Рождаемость — 18,1 на 1000;
- Смертность — 4,6 на 1000;
- Средняя продолжительность жизни — 75 лет у мужчин, 81 год у женщин;
- Этно-расовый состав: чаморро — 37,3 % (59 381 чел.), трук — 7 % (11 230 чел.), другие народы Океании — 5,0 % (7971 чел.), филиппинцы — 26,3 % (41 944 чел.), другие народы Азии — 5,9 % (9437 чел.), смешанного происхождения — 9,4 % (14 929 чел.), белые — 7,1 % (11 321 чел.), чёрные — 1,0 % (1540 чел.), другие — 1,0 % (1605 чел.) (по переписи 2010 года)[12];
- Языки: английский — 43,6 % (63 238 чел.), чаморро — 17,8 % (25 827 чел.), филиппинские языки — 21,2 % (30 720 чел.), языки Океании — 10 % (14 441 чел.), азиатские языки — 6,3 % (9192 чел.), другие языки — 1,1 % (1651 чел.) (по переписи 2010 года)[13];
- Грамотность — 99 %;
- Городское население — 93 %.

## Экономика
Экономика Гуама поддерживается прежде всего туризмом (особенно из Японии, Южной Кореи и Тайваня) и находящейся на острове американской военной базой Андерсен, занимающей значительную часть площади острова. 

### Туризм
Основу экономики острова, составляет туризм, причём около 90 % туристов составляют японцы, в частности благодаря тому, что он ближе к Японии, чем Гавайские острова. Наиболее популярный сезон среди японских туристов — сезон дождей в период с июня по сентябрь, когда не так жарко и выпадают частые, но быстро прекращающиеся осадки (продолжительностью 20—30 минут).
Подавляющее большинство отелей построено вдоль западного побережья, омываемого Филиппинским морем. Вместе с этим, постройка отелей и пребывание туристов наносит огромный вред прибрежным рифам, а также морской флоре и фауне.

#### Туристические зоны
Северный район Гуама — самый малонаселенный на острове и наименее посещаемый туристами. Большая часть этого района занята военными базами США. Базы огорожены, по периметру организовано патрулирование на военном транспорте. Здесь же расположен дикий пляж Ритидиан-Бич (англ. Ritidian Beach).
Центральный регион — самый густонаселенный и популярный у туристов. Здесь расположена столица Гуама, а также главный туристический центр острова: Тумон.
Южный регион — самый слаборазвитый на острове. В этом районе лучше всего сохранилась культура коренных жителей Гуама — чаморро. 
Природные достопримечательности: Кокосовый остров и пляжи залива Талофофо (англ. Talofofo Bay).

## Транспорт и связь

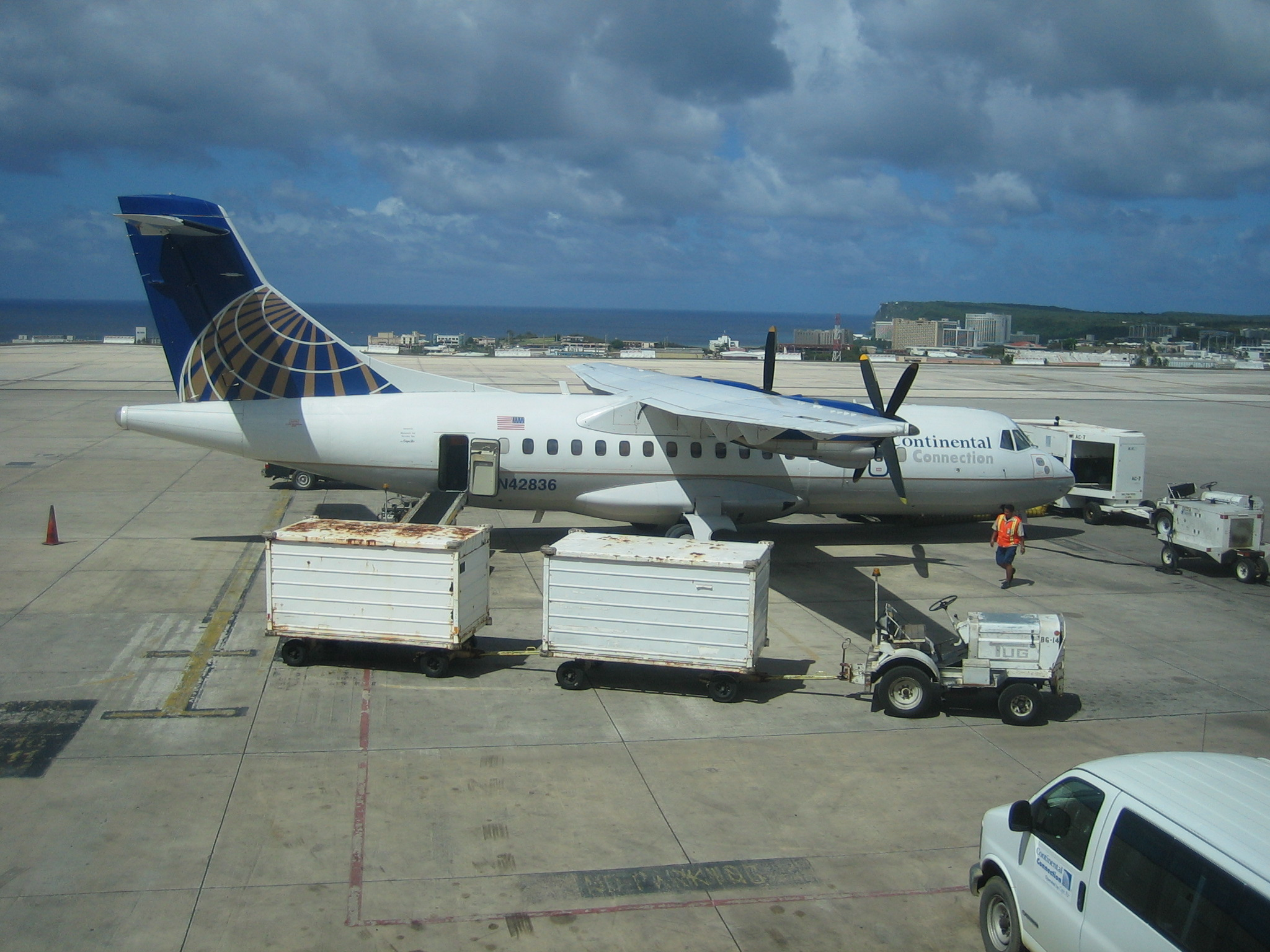
Международный аэропорт Гуам имени Антонио Вон Пата

На Гуаме построен Международный аэропорт им. Антонио Б. Вон Пата.
Остров связан с остальным миром 12 оптоволоконными кабелями Интернета.

### Виды транспорта
Местный транспорт представлен главным образом автобусами — шаттлами, курсирующими в разные районы острова. Стоимость проезда в одну сторону составляет 4 доллара. Есть бесплатные маршруты между отелями и аэропортом. Все крупные остановки в центре острова имеют переводы на русский язык, включающие полный маршрут автобусов и расписание.
Идеальное средство передвижения по острову — автомобиль, взятый напрокат. На острове множество Rent-a-Car агентств, предлагающих в аренду легковой автотранспорт различных марок (в основном японские и корейские). Абсолютно новая машина (с пробегом 200 миль) среднего класса с включенными страховками, обойдется 80—120 долларов в день (в ценах 2018 года). Для проката машины достаточно иметь российские права. Также агентство может попросить оставить залог, который возвращают при возврате машины, либо переписать номер кредитной карты.
Уличное движение — правостороннее. Водители массово придерживаются строгого соблюдения ПДД. При этом, на дорогах следует опасаться пешеходов и водителей — японцев, привыкших к левостороннему движению и праворульным машинам.
Дороги в основном хорошие — с крайнего юга до крайнего севера на машине можно неспешно проехать за 3 часа (касается трассы вдоль западного побережья). Состояние трассы вдоль Тихоокеанского (восточного) побережья местами хуже.

## Культура
На острове расположен Университет Гуама.